# Geräusch
Geräusch è il decimo album di studio del gruppo pop punk tedesco Die Ärzte, pubblicato il 29 settembre 2003. L'album è composto da un doppio CD.
La traccia Schneller leben è intitolata Oje, was singen Die denn da? AAAAAAAAAAARRRRRRGGGGGHHHH nel foglietto dei testi.

## Tracce
Schwarzes Geräusch
1. Als ich den Punk erfand... (Felsenheimer, Urlaub) – 1:53
2. Hände innen (Urlaub) - 3:59
3. System (Urlaub) - 2:44
4. T-Error (González/González, Blitz) – 3:37
5. Nicht allein (Urlaub) - 5:19
6. Dinge von denen (González/González, Blitz) - 3:57
7. Der Grund (Felsenheimer) - 2:54
8. Geisterhaus (González/González, Blitz) – 3:49
9. Ein Mann (Urlaub) – 2:18
10. Anders als beim letzten Mal (Urlaub) – 4:17
11. Ruhig angehn (Felsenheimer) – 3:24
12. Jag älskar Sverige! (Urlaub) – 3:40
13. Richtig schön evil (Felsenheimer) – 3:21
14. Schneller leben (Urlaub) – 3:03

Rotes Geräusch
1. Unrockbar (Urlaub) – 4:01
2. Deine Schuld (Urlaub) – 3:35
3. Lovepower (González/González, Blitz) – 2:32
4. Der Tag (Urlaub) – 3:48
5. Die Nacht (Felsenheimer) – 5:02
6. Nichts in der Welt (Urlaub) – 3:47
7. Die klügsten Männer der Welt (Felsenheimer) – 3:58
8. Piercing (González/González, Blitz) – 4:17
9. Besserwisserboy (Urlaub) – 3:41
10. Anti-Zombie (González/González, Blitz) – 4:09
11. Pro-Zombie (Urlaub) – 2:08
12. WAMMW (Urlaub) – 1:51
13. NichtWissen (Felsenheimer) – 4:59

## Formazione
- Farin Urlaub - chitarra, voce
- Bela B. - batteria, voce
- Rodrigo González - basso, voce
- Celina Bostic - voce addizionale traccia 4 (CD2)
- Gunter Gabriel - voce addizionale traccia 9 (CD2)
- Martin Klempnow - voce addizionale traccia 10 (CD2)